# Gruppo BBPR

I BBPR: da sinistra verso destra, Gian Luigi Banfi, Lodovico Barbiano di Belgiojoso, Enrico Peressutti ed Ernesto Nathan Rogers

BBPR era la sigla che indicava il gruppo di architetti italiani costituito nel 1932 da Gian Luigi Banfi (1910 - 1945), Lodovico Barbiano di Belgiojoso (1909 - 2004), Enrico Peressutti (1908 - 1976), Ernesto Nathan Rogers (1909 - 1969).

## Storia

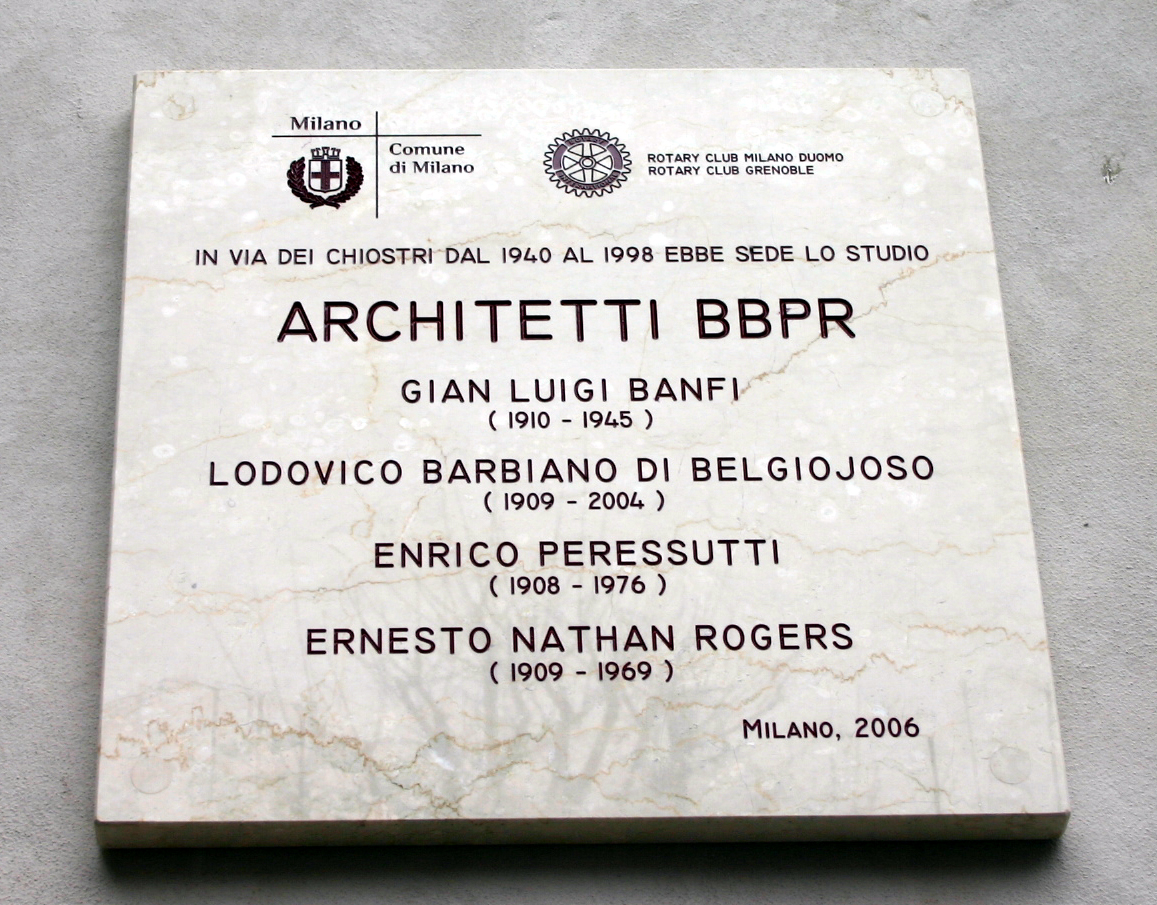
Lapide a san Simpliciano a Milano.

Laureatisi al Politecnico di Milano, i quattro progettisti nei loro lavori iniziali seguono i temi del razionalismo italiano degli anni trenta, anche se non fanno parte integrante del Movimento principale "Gruppo 7" e MIAR, collaborano per alcuni progetti con Figini e Pollini; questi canoni compositivi sono ben leggibili in un edificio esemplare come la colonia elioterapica di Legnano (1938), dove realizzano anche unità abitative popolari, il cosiddetto quartiere operaio Le Grazie (1940-1942).
Si distinguono per vari piani urbanistici, Piano regolatore di Pavia (1932), Piano turistico dell'Isola d'Elba (1939), e soprattutto per il più importante e di ampio respiro il piano regolatore della Valle d'Aosta (1936-1937). In questo periodo partecipano attivamente alla polemica sorta tra razionalisti e tradizionalisti e in un primo tempo, al pari di altri, ritengono di poter sostenere lo scontro per la libertà di espressione e per il trionfo dell'architettura moderna all'interno del fascismo, ma dopo l'introduzione delle leggi razziali del 1938 che colpiscono anche un loro collaboratore, gli architetti del BBPR abbracciano i valori della Resistenza.

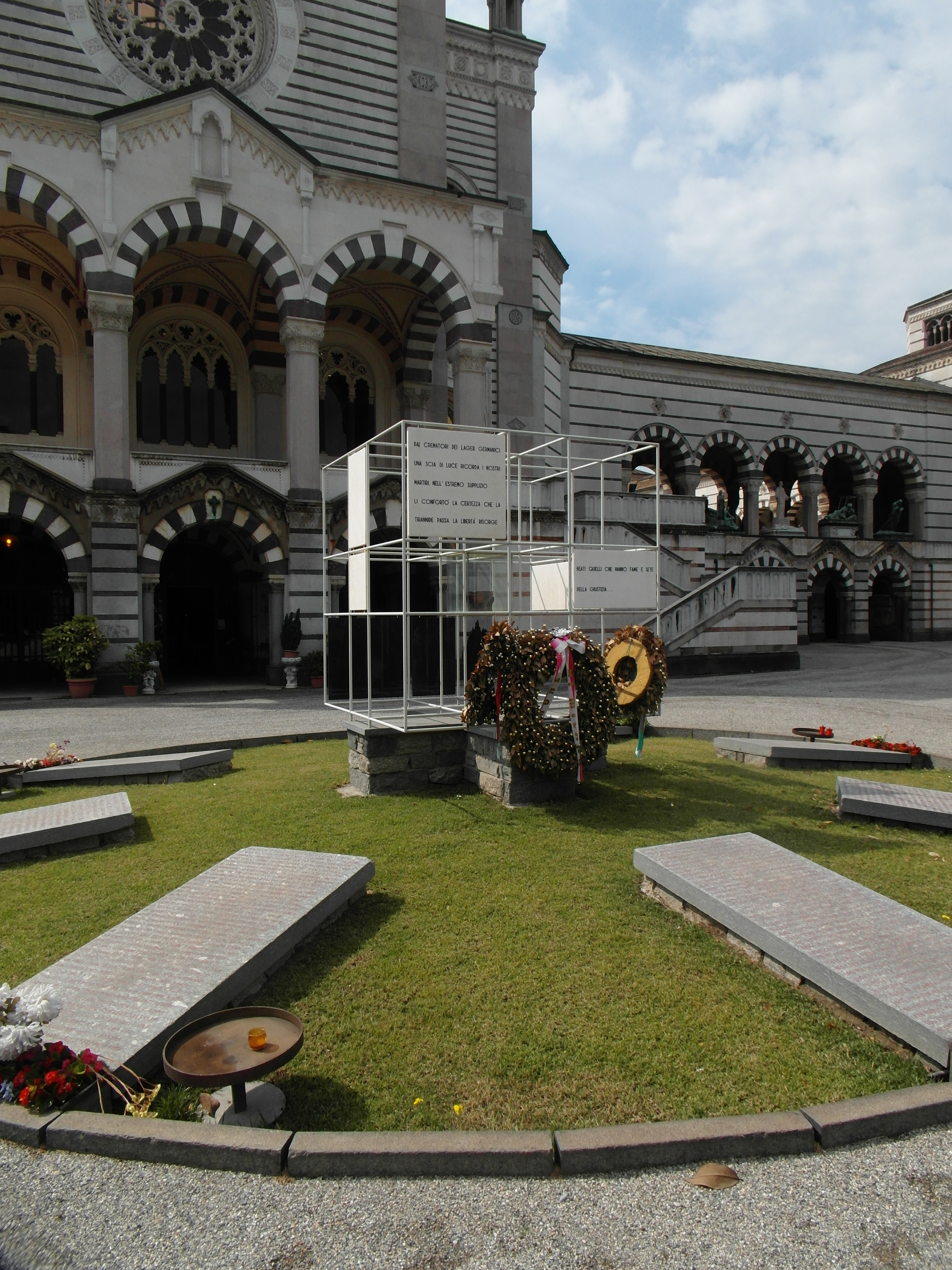
Monumento ai morti in campi di concentramento al Cimitero Monumentale di Milano

Le vicissitudini della guerra portano Rogers a fuggire in Svizzera e Banfi a prender parte attiva alla Resistenza e a morire nel campo di sterminio di Gusen nel 1945. Anche Belgiojoso è deportato a Gusen, ma riesce a sopravvivere alla prigionia del campo e a far ritorno in Italia dopo la liberazione, da parte delle truppe alleate, del lager nazista.
Questa forte presa e compromissione nella guerra dei componenti dello studio si manifesta nel lavoro dello studio, dopo la fine del conflitto, con un'opera emblematica come il monumento ai morti nei lager tedeschi a Milano nel Cimitero monumentale (1946) che fu anche uno dei primi progetti dello studio BBPR. Sospeso al centro della matrice di tubi bianchi una gavetta contiene terra dal campo di sterminio di Gusen. I pannelli di marmo bianco e nero, parlano di martirio, persecuzione, giustizia e libertà. Intorno al monumento otto lapidi portano nomi di Milanesi morti nei lager.
Intanto il loro razionalismo aveva risentito dei cambiamenti espressivi tipici dell'ultimo Le Corbusier ed il loro avvicinarsi alle tematiche del brutalismo letto da molti critici, accanto ad altre interpretazioni neoliberty, in quella che diversi considerano la loro opera maggiore, la Torre Velasca a Milano (1958).
Altri importanti monumenti dello studio BBPR (di Belgiojoso):
- Memoriale di Gusen (1960-1965)

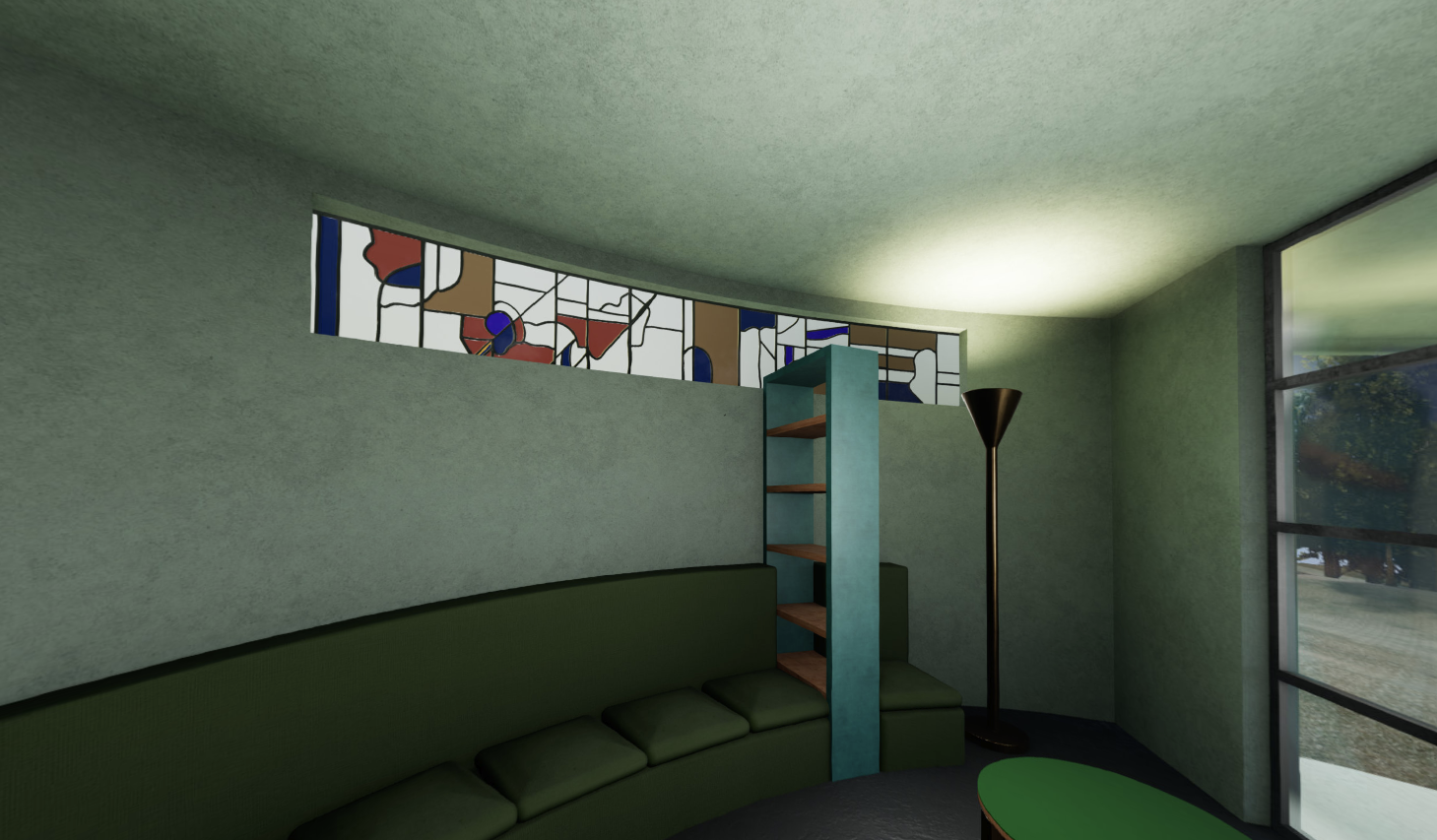
Casa del Sabato per gli Sposi, ricostruzione [https://poly.google.com/view/82ypXKZFh03 dell'interno

- Casa del Sabato per gli Sposi, ricostruzione dell'internoMemoriale italiano di Auschwitz (1980)
- Museo monumento della deportazione di Carpi (1973)
- Memoriale italiano Ravensbrück (1982)
- Monumento ai deportati di Mauthausen nel parco Nord di Milano in Sesto San Giovanni (1996)

A Palermo sono gli autori dei palazzi della Banca commerciale italiana (oggi Intesa Sanpaolo) di via Mariano Stabile, del Giornale di Sicilia di via Lincoln (1969) e Amoroso di piazzetta Santo Spirito.
A Palermo sempre, hanno progettato nel 1958 l'allestimento interno del negozio di ottica Randazzo, in via Ruggero Settimo.
Nel 1987 il negozio è stato modificato dall'architetto Roberto Collovà e dopo l'ultima ristrutturazione avvenuta nel 2007 non è più rimasto niente del progetto dei BBPR.
Anche se al gruppo si devono molti progetti nel campo del design (la seduta di attesa "Elettra" e sedia per Arflex, creando per l'azienda la prima linea di arredi di ufficio, i mobili per ufficio "Spazio" per Olivetti e le maniglie "Emma" per Olivari"), l'importanza dello studio si è manifestata nell'architettura e nella riflessione teorica.
Rogers venne chiamato a dirigere (affiancato da Marco Zanuso in qualità di redattore) prima Domus (1946/47) e poi a cavallo degli anni cinquanta e sessanta, Casabella, le due maggiori riviste storiche di architettura italiane, dove condusse la battaglia del gruppo BBPR secondo la formula "utilità più bellezza".
Allo studio BBPR viene affidato l'allestimento della IX Triennale di Milano nel 1951, allestisce la mostra intitolata "la forma dell'utile" mostra da cui si fa partire l'industrial design in Italia.
Dal dopoguerra, Rogers, Peressutti e Belgiojoso hanno singolarmente svolto un'intensa attività accademica presso le Facoltà d'Architettura di prestigiosi atenei universitari italiani e stranieri.

## Principali progetti

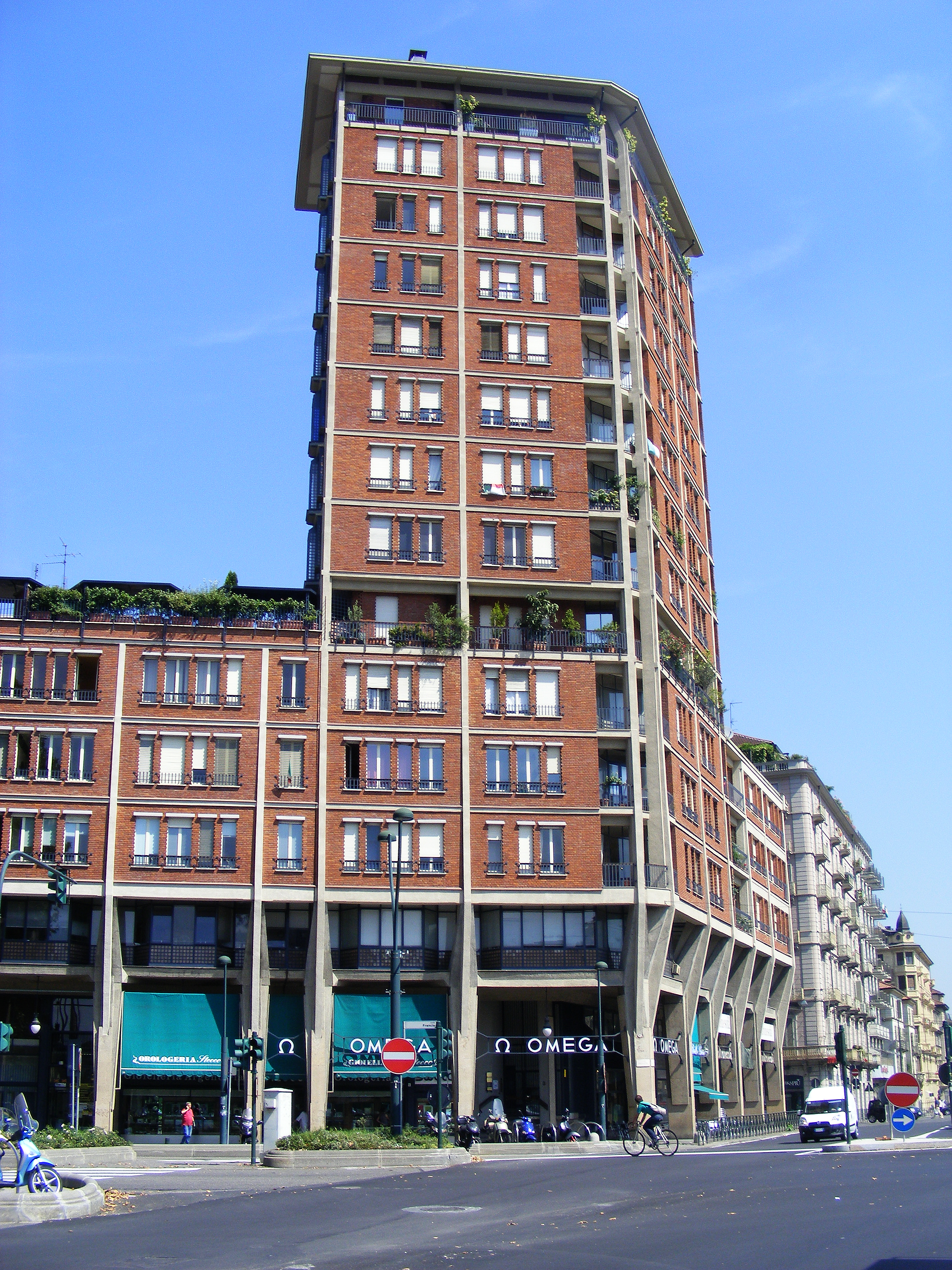
La Torre BBPR a Torino, piazza Statuto angolo corso Francia; 1959.

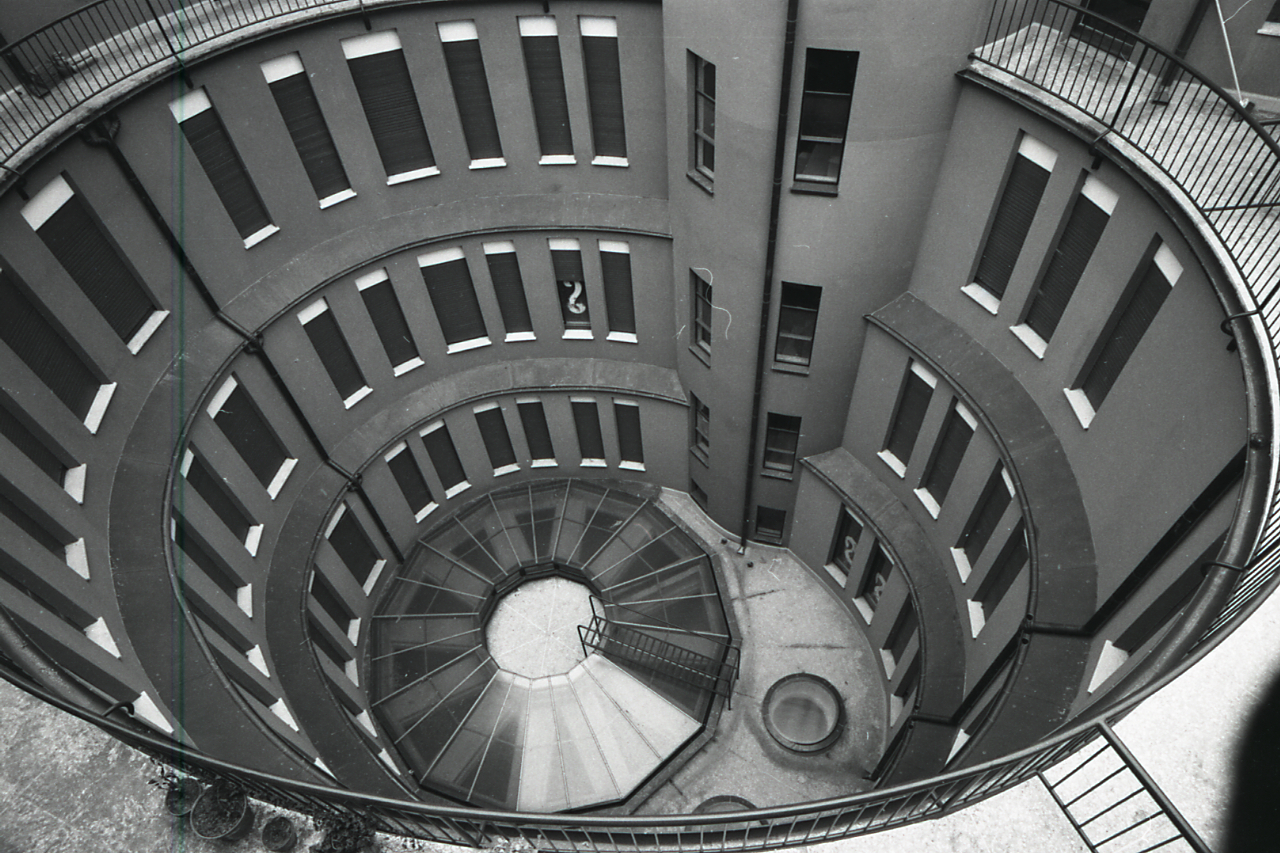
Corte ellittica, via Maddalena 9, Milano. Foto di Paolo Monti, 1965.

- 1933 - Casa del sabato per gli sposi Archiviato il 16 giugno 2020 in Internet Archive. alla V Triennale di Milano (con Piero Portaluppi; - demolito)
- 1934 - Varie sale all'Esposizione aeronautica italiana.
- 1935 - Edificio per abitazioni e uffici di proprietà Feltrinelli
- 1935 - Maniglia Feltrinelli per Olivari
- 1935 - Sala del tennis e Sala dell'automobilismo alla Mostra nazionale dello sport
- 1937 - Depositi per il riso e asilo nido nella provincia di Vercelli
- 1938 - Colonia Elioterapica, Legnano
- 1938 - Piano Regolatore e studio dei padiglioni per la nuova Fiera Campionaria, Milano (progetto)
- 1939-1941 - Palazzo delle Poste all'E42, via Ludwig Beethoven, Roma
- 1945 - Piano Regolatore di Milano, detto AR
- 1947 - Villa Merlo, Vigevano
- 1948 - Edificio per abitazioni e uffici di proprietà Perego, Milano
- 1951 - Quartiere INA-Casa a Cesate, Milano
- 1954 - Sala di Esposizione per la Olivetti nella Fifth Avenue, New York
- 1954 - Padiglione Il labirinto dei ragazzi alla X Triennale di Milano (demolito)
- 1956 - Restauro e sistemazione del Castello Sforzesco, Milano
- 1956 - Maniglia Velasca per Olivari
- 1958 - Torre Velasca in piazza Velasca, Milano - (Premio IN/ARCH per un'opera realizzata - 1961[3])
- 1959 - Edificio per uffici e abitazioni tra piazza Statuto e corso Francia, Torino[4]
- 1960 - Casa E. Ritter a Stintino
- 1961 - Velarca, la casa-barca di 19 metri ancorata lungo la riva occidentale del Lago di Como
- 1963 - Edificio per abitazioni in via Vigna, Milano
- 1964 - Edificio della Hispano-Olivetti in Ronda de la Universidad, Barcellona
- 1964 - Torre piezometrica in via Morane, Modena
- 1965 - Sede della Banca Commerciale Italiana (oggi Intesa Sanpaolo), via Mariano Stabile, Palermo
- 1967 - Case Andreatta a Pinzolo
- 1968 - Edificio residenziale e terziario della New India Assurance a Bombay
- 1969 - Sede del Giornale di Sicilia, via Lincoln, Palermo
- 1969 - Edificio per uffici (Chase Manhattan Bank) in Piazza Meda a Milano
- 1970 - Albergo a Capoliveri, Isola d'Elba
- 1970 - Edificio tra corso Buenos Aires, via Piccinni e via Monteverdi, Milano
- 1971 - Cinema Mediolanum in corso Vittorio Emanuele, Milano
- 1971 - quartiere Gratosoglio. Milano[5]
- 1973 - Museo-monumento al deportato politico e razziale nel Castello dei Pio, Carpi
- 1973 - Maniglia Emma per Olivari
- 1974 - Palazzo Amoroso, piazzetta Santo Spirito, Palermo
- 1975 - Università della Calabria ad Arcavacata
- 1978 - Centro commerciale a Riad, Arabia Saudita
- 1980 - Albergo e salone delle feste nel Casinò di St. Vincent
- 1981 - Edifici per abitazioni e uffici in piazza Maciachini, in via Fetonte, a S. Siro, Milano e Bruzzano
- 1983 - Edificio per un'industria chimico-farmaceutica in Egitto
- 1987 - Ospedale S. Bortolo 5º lotto, Vicenza
- 1988 - Restauro di Villa Castiglioni a Magenta
- 1989 - Complesso chimico-farmaceutico, Bari
- 1990 - Sede dell'ATM in via Monte Rosa a Milano
- 1991 - Piano di ristrutturazione della Città Vecchia del Kuwait
- 1994 - Complesso per l'Università degli Studi nella zona dell'Annunziata, Messina
- 1994 - Restauro del Palazzo Reale come sede del Museo di arte contemporanea, Milano